# Рогозинино
Рогози́нино (рос. Рогозинино) — присілок у складі Великоустюзького району Вологодської області, Росія. Входить до складу Юдинського сільського поселення.

## Населення
Населення — 29 осіб (2010; 23 у 2002).
Національний склад (станом на 2002 рік):
- росіяни — 100 %